# 農政本論
『農政本論』（のうせいほんろん）は、江戸時代後期に佐藤信淵によって書かれた農政・財政に関する提言。

## 概要
文政12年（1829年）から天保3年（1832年）かけての時期に薩摩藩の重臣であった猪飼氏に対する意見として執筆された。初中後の全3編・各編上中下の全3巻の計9巻構成となっている。
当時の典型的な農本思想の理念である「百姓は国家の根本、農業は政事の基源」を基本とし、勧農・農政の歴史、田租、小物成賦役、検見法、救荒、農民の心得、商人による田産収奪の禁止などを内容としている。基本的には先学の研究をまとめたものであるが、同書の編纂が信淵の思想形成に大きく影響したと言われている。